# Bobrovník (Czechy)
Bobrovník (niem. Biberteich, Bieberteich) – czeska wieś, część gminy Lipová-lázně, położona w kraju ołomunieckim w powiecie Jesionik.